# Street Fighting Man
«Street Fighting Man» — песня британской группы Rolling Stones с их альбома 1968 года Beggars Banquet. До выхода альбома была издана отдельным синглом. Это был первый и единственный сингл с вышеназванного альбома.
Песню называют «самой политической песней группы».

## История создания
Песня была изначально написана с другими словами (тогда она называлась «Did Everyone Pay Their Dues?») и даже записана в этой версии в студии.
«Street Fighting Man» — одна из самых политически активных песен Мика Джаггера и Кита Ричардса к настоящему дню. Как утверждают, Джаггер написал её о левом активисте Тарике Али под впечатлением от того, как в 1968 году поучаствовал на антивоенном митинге у посольства США в Лондоне, во время которого конная полиция разгоняла толпу в 25 тысяч человек. Также он нашёл вдохновение в росте насилия со стороны студентов-бунтовщиков на Рив-Гош в Париже, предвестнике периода гражданских беспорядков во Франции в мае 1968 года.

## Премии и признание
В 2004 году журнал Rolling Stone поместил песню «Street Fighting Man» в исполнении группы Rolling Stones на 295 место своего списка «500 величайших песен всех времён». В списке 2011 года песня находится на 301 месте.

## Чарты
| Чарт (1968)                     | Наив. поз. |
| ------------------------------- | ---------- |
| Австрия (Ö3 Austria Top 40)     | 7          |
| Бельгия/Фландрия (Ultratop 50)  | 13         |
| Германия (GfK)                  | 7          |
| Нидерланды (Single Top 100)     | 5          |
| Швейцария (Schweizer Hitparade) | 4          |
| США (Billboard Hot 100)         | 48         |
| Чарт (1971)                     | Наив. поз. |
| Великобритания (OCC UK Singles) | 21         |